# Campeonato Neerlandés de Fútbol 1951-52
El Campeonato Neerlandés de Fútbol 1951/52 fue la 63.ª edición del campeonato de fútbol de los Países Bajos. Participaron 56 equipos divididos en cuatro divisiones. El campeón nacional sería determinado por un grupo final formado con los ganadores de cada división. Willem II ganó el campeonato de este año.

## Divisiones

### Eerste Klasse A
|    | Club            | PJ | PG | PE | PP | GF | GC | Pts | DG  |                                           |
| -- | --------------- | -- | -- | -- | -- | -- | -- | --- | --- | ----------------------------------------- |
| 1  | HFC Haarlem     | 26 | 16 | 8  | 2  | 51 | 22 | 40  | +39 | Clasificado al grupo final por el título. |
| 2  | DWS             | 26 | 15 | 9  | 2  | 46 | 16 | 39  | +30 |                                           |
| 3  | HFC EDO         | 26 | 14 | 5  | 7  | 39 | 26 | 33  | +13 |                                           |
| 4  | AGOVV Apeldoorn | 26 | 12 | 8  | 6  | 50 | 34 | 32  | +16 |                                           |
| 5  | sc Heerenveen   | 26 | 11 | 9  | 6  | 55 | 40 | 31  | +15 |                                           |
| 6  | Enschedese Boys | 26 | 12 | 5  | 9  | 44 | 40 | 29  | +4  |                                           |
| 7  | LAC Frisia 1883 | 26 | 10 | 7  | 9  | 47 | 50 | 27  | -3  |                                           |
| 8  | HVV 't Gooi     | 26 | 10 | 7  | 9  | 27 | 29 | 27  | -2  |                                           |
| 9  | De Volewijckers | 26 | 10 | 6  | 10 | 44 | 40 | 26  | +4  |                                           |
| 10 | Elinkwijk       | 26 | 8  | 7  | 11 | 41 | 53 | 23  | -12 |                                           |
| 11 | GVAV Rapiditas  | 26 | 9  | 4  | 13 | 50 | 42 | 22  | +8  |                                           |
| 12 | Go Ahead        | 26 | 5  | 6  | 15 | 38 | 48 | 16  | -10 |                                           |
| 13 | Theole          | 26 | 3  | 5  | 18 | 28 | 68 | 11  | -40 |                                           |
| 14 | Velocitas 1897  | 26 | 2  | 4  | 20 | 24 | 76 | 8   | -52 | Descendido.                               |

PJ = Partidos jugados; PG = Partidos ganados; PE = Partidos empatados; PP = Partidos perdidos; GF = Goles a favor; GC = Goles en contra; Pts = Puntos; DG = Diferencia de goles

### Eerste Klasse B
|    | Club                | PJ | PG | PE | PP | GF | GC | Pts | DG  |                                           |
| -- | ------------------- | -- | -- | -- | -- | -- | -- | --- | --- | ----------------------------------------- |
| 1  | AFC Ajax            | 26 | 19 | 4  | 3  | 76 | 29 | 42  | +47 | Clasificado al grupo final por el título. |
| 2  | RCH                 | 26 | 13 | 7  | 6  | 64 | 36 | 33  | +28 |                                           |
| 3  | Vitesse             | 26 | 12 | 9  | 5  | 54 | 36 | 33  | +18 |                                           |
| 4  | VV Leeuwarden       | 26 | 15 | 3  | 8  | 61 | 49 | 33  | +12 |                                           |
| 5  | FC Wageningen       | 26 | 14 | 4  | 8  | 64 | 33 | 32  | +31 |                                           |
| 6  | DOS                 | 26 | 12 | 6  | 8  | 68 | 48 | 30  | +20 |                                           |
| 7  | Be Quick 1887       | 26 | 13 | 3  | 10 | 49 | 38 | 29  | +11 |                                           |
| 8  | SC Enschede         | 26 | 9  | 7  | 10 | 36 | 44 | 25  | -8  |                                           |
| 9  | VSV                 | 26 | 7  | 10 | 9  | 37 | 40 | 24  | -3  |                                           |
| 10 | Zwolsche Boys       | 26 | 8  | 8  | 10 | 37 | 46 | 24  | -9  |                                           |
| 11 | Blauw-Wit Amsterdam | 26 | 6  | 11 | 9  | 38 | 46 | 23  | -8  |                                           |
| 12 | Sneek Wit Zwart     | 26 | 6  | 4  | 16 | 29 | 67 | 16  | -38 |                                           |
| 13 | Achilles 1894       | 27 | 5  | 2  | 20 | 27 | 68 | 12  | -41 | Desempate por el descenso.                |
| 14 | Oosterparkers       | 27 | 3  | 4  | 20 | 28 | 88 | 10  | -60 | Desempate por el descenso.                |

PJ = Partidos jugados; PG = Partidos ganados; PE = Partidos empatados; PP = Partidos perdidos; GF = Goles a favor; GC = Goles en contra; Pts = Puntos; DG = Diferencia de goles
Achilles 1894 vence a Oosterparkers en el desempate por el descenso.

### Eerste Klasse C
|    | Club           | PJ | PG | PE | PP | GF | GC | Pts | DG  |                                           |
| -- | -------------- | -- | -- | -- | -- | -- | -- | --- | --- | ----------------------------------------- |
| 1  | Willem II      | 26 | 18 | 6  | 2  | 80 | 30 | 42  | +50 | Clasificado al grupo final por el título. |
| 2  | FC Eindhoven   | 26 | 17 | 6  | 3  | 82 | 40 | 40  | +42 |                                           |
| 3  | BVV Den Bosch  | 26 | 13 | 5  | 8  | 53 | 39 | 31  | +14 |                                           |
| 4  | Feijenoord     | 26 | 14 | 3  | 9  | 57 | 51 | 31  | +6  |                                           |
| 5  | MVV Maastricht | 26 | 10 | 7  | 9  | 46 | 49 | 27  | -3  |                                           |
| 6  | Bleijerheide   | 26 | 11 | 4  | 11 | 52 | 53 | 26  | -1  |                                           |
| 7  | SVV            | 26 | 9  | 7  | 10 | 57 | 64 | 25  | -7  |                                           |
| 8  | Juliana        | 26 | 10 | 5  | 11 | 44 | 62 | 25  | -18 |                                           |
| 9  | NAC            | 26 | 8  | 8  | 10 | 49 | 48 | 24  | +1  |                                           |
| 10 | ADO Den Haag   | 26 | 9  | 6  | 11 | 58 | 63 | 24  | -5  |                                           |
| 11 | Sittardia      | 26 | 11 | 0  | 15 | 64 | 68 | 22  | -4  |                                           |
| 12 | RBC Roosendaal | 26 | 8  | 2  | 16 | 49 | 74 | 18  | -25 |                                           |
| 13 | DHC Delft      | 26 | 7  | 2  | 17 | 55 | 80 | 16  | -25 |                                           |
| 14 | Quick Nijmegen | 26 | 5  | 3  | 18 | 40 | 65 | 13  | -25 | Descendido.                               |

PJ = Partidos jugados; PG = Partidos ganados; PE = Partidos empatados; PP = Partidos perdidos; GF = Goles a favor; GC = Goles en contra; Pts = Puntos; DG = Diferencia de goles

### Eerste Klasse D
|    | Club             | PJ | PG | PE | PP | GF | GC | Pts | DG  |             |
| -- | ---------------- | -- | -- | -- | -- | -- | -- | --- | --- | ----------- |
| 1  | Hermes DVS       | 27 | 16 | 7  | 4  | 77 | 37 | 39  | +40 | Desempate.  |
| 2  | Sparta Rotterdam | 27 | 16 | 5  | 6  | 54 | 26 | 37  | +28 | Desempate.  |
| 3  | PSV Eindhoven    | 26 | 15 | 5  | 6  | 65 | 32 | 35  | +33 |             |
| 4  | VVV Venlo        | 26 | 14 | 4  | 8  | 53 | 36 | 32  | +17 |             |
| 5  | Limburgia        | 26 | 14 | 3  | 9  | 37 | 42 | 31  | -5  |             |
| 6  | Emma             | 26 | 12 | 5  | 9  | 77 | 52 | 29  | +25 |             |
| 7  | Xerxes           | 26 | 11 | 5  | 10 | 56 | 44 | 27  | +12 |             |
| 8  | NOAD             | 26 | 10 | 4  | 12 | 38 | 52 | 24  | -14 |             |
| 9  | NEC Nijmegen     | 26 | 8  | 7  | 11 | 35 | 41 | 23  | -6  |             |
| 10 | HBS Craeyenhout  | 26 | 9  | 3  | 14 | 47 | 62 | 21  | -15 |             |
| 11 | Maurits          | 26 | 7  | 7  | 12 | 49 | 66 | 21  | -17 |             |
| 12 | Brabantia        | 26 | 9  | 0  | 17 | 38 | 53 | 18  | -15 |             |
| 13 | LONGA            | 26 | 6  | 4  | 16 | 37 | 78 | 16  | -41 |             |
| 14 | VV Chèvremont    | 26 | 6  | 1  | 19 | 34 | 76 | 13  | -42 | Descendido. |

PJ = Partidos jugados; PG = Partidos ganados; PE = Partidos empatados; PP = Partidos perdidos; GF = Goles a favor; GC = Goles en contra; Pts = Puntos; DG = Diferencia de goles
El Hermes DVS vence a Sparta Rotterdam en el desempate.

### Grupo final por el título
|   | Club        | PJ | PG | PE | PP | GF | GC | Pts | DG  |
| - | ----------- | -- | -- | -- | -- | -- | -- | --- | --- |
| 1 | Willem II   | 6  | 6  | 0  | 0  | 21 | 9  | 12  | +12 |
| 2 | Hermes DVS  | 6  | 3  | 1  | 2  | 10 | 10 | 7   | 0   |
| 3 | HFC Haarlem | 6  | 2  | 0  | 4  | 12 | 15 | 4   | -3  |
| 4 | AFC Ajax    | 6  | 0  | 1  | 5  | 8  | 17 | 1   | -9  |

PJ = Partidos jugados; PG = Partidos ganados; PE = Partidos empatados; PP = Partidos perdidos; GF = Goles a favor; GC = Goles en contra; Pts = Puntos; DG = Diferencia de goles
|                              |
| Campeón Willem II 2.° título |